# Alice David
Pour les articles homonymes, voir David.
Alice David, née le 22 mars 1987 à Paris 16e, est une actrice française.

## Biographie

### Jeunesse et percée télévisuelle
Alice Lucie David naît le 22 mars 1987 dans le 16e arrondissement de Paris. Elle est la fille de l'actrice Dominique Jacquet et du metteur en scène Jacques David. Elle apprend le métier de comédienne au Conservatoire du 7e arrondissement. En 2009, elle commence sa carrière d'actrice en participant à une publicité pour Coca-Cola, s'ensuivent plusieurs courts métrages,,.
Alice David interprète de 2011 à 2012 l'un des personnages principaux de la série Bref, diffusée dans l'émission Le Grand Journal sur Canal+. Elle interprète le rôle de « cette fille » (Sarah), dont le protagoniste interprété par Kyan Khojandi est amoureux,.

### Comédies populaires (depuis 2013)
En 2013, elle est à l'affiche du troisième long métrage de Pierre-François Martin-Laval, Les Profs. Elle y incarne le personnage de Marie, la professeure d'allemand.
Elle prête également sa voix à l'héroïne de jeu vidéo Lara Croft dans le reboot (sobrement intitulé Tomb Raider) de la franchise Tomb Raider. Succédant ainsi à Françoise Cadol, voix officielle de Lara Croft depuis le tout premier opus de la saga vidéoludique, Alice David réalise ainsi sa première expérience de doublage, qu'elle réitère pour sa suite Rise of the Tomb Raider. Elle ne double pas Lara Croft dans la version cinématographique du reboot de la saga en prises de vue réelles de 2013, porté par Alicia Vikander ni dans le dernier opus Shadow of the Tomb Raider.
L'année suivante, elle intègre une autre bande : celle de la comédie potache Babysitting, écrite et réalisée par Philippe Lacheau et par Nicolas Benamou. C'est un succès commercial surprise[réf. nécessaire]. Un autre film de copains décalé, Les Francis, de Fabrice Begotti, est un échec critique et commercial[réf. souhaitée].
En 2017, elle fait partie de la distribution chorale de la comédie romantique Les Ex. L'année suivante, elle tient des rôles plus importants : dans la comédie Demi-sœurs, co-écrite et réalisée par la romancière Saphia Azzeddine. Avec Sabrina Ouazani et Charlotte Gabris, elle forme un trio de jeunes femmes se découvrant liées par le sang. Parallèlement, elle donne la réplique à Arnaud Ducret pour la comédie dramatique Monsieur je-sais-tout, écrite et réalisée par Stéphan Archinard et François Prévôt-Leygonie.
En 2021, elle est à l'affiche du film Qu'est-ce qu'on a tous fait au Bon Dieu ?, où elle remplace Julia Piaton dans le rôle d'Odile Verneuil-Benichou.
Elle reprend le rôle de « Cette fille » en 2025 pour Bref.2.

## Filmographie

### Cinéma

#### Longs métrages
- 2013 : Les Profs, de Pierre-François Martin-Laval : Marie, la prof d'Allemand
- 2014 : Jamais le premier soir de Mélissa Drigeard : Charlotte
- 2014 : Babysitting de Philippe Lacheau et Nicolas Benamou : Sonia
- 2014 : Les Francis de Fabrice Begotti : Vanina Campana
- 2015 : Babysitting 2 de Philippe Lacheau et Nicolas Benamou : Sonia
- 2016 : Demain tout commence d'Hugo Gélin : jeune femme soirée
- 2017 : Les Ex de Maurice Barthélemy : Solène
- 2018 : Monsieur je-sais-tout de Stéphan Archinard et François Prévôt-Leygonie : Mathilde
- 2018 : Demi-sœurs de Saphia Azzeddine, François-Régis Jeanne : Lauren
- 2019 : La Source de Rodolphe Lauga : Julie
- 2020 : 10 jours sans maman de Ludovic Bernard : Julia
- 2022 : Qu'est-ce qu'on a tous fait au Bon Dieu ? de Philippe de Chauveron : Odile Verneuil-Benichou[6]
- 2022 : Belle et Sébastien : Nouvelle Génération de Pierre Coré : Noémie
- 2025 : Adieu Jean-Pat de Cécilia Rouaud : Magali

#### Courts métrages
- 2013 : Le Locataire de Nadège Loiseau, produit par Les Films du Worso : Arielle
- 2013 : Les Ch'tis à Shanghai du Golden Show
- 2014 : Martin le Pingouin du Studio Bagel
- 2018 : Le Bruit de la Lumière de Valentin Petit, produit par Ocurens : Lou
- 2022 : Celle qui n'avait pas vu Friends de Charlotte Gabris

### Télévision

#### Séries télévisées
- 2007 : Où es-tu ? (Mini-série) de Miguel Courtois : Lisa adolescente[7] (2 épisodes)
- 2011-2012 : Bref de Kyan Khojandi et Bruno Muschio : « cette fille »,  Sarah
- 2012 : Les Hommes de l'ombre de Frédéric Tellier : Beurette (saison 1, épisode 3)
- 2021 : Mensonges, mini-série de Lionel Bailliu et Stéphanie Murat : Chloé
- 2022 : LOL : qui rit, sort ! sur Amazon Prime : participation
- 2022 : Après le silence de Jérôme Cornuau : Chloé
- 2022 : @venir, mini-série de Frank Bellocq
- 2023 : Un gars, une fille (au pluriel) sur TF1 : Une fille
- 2025 : Bref.2, sur Disney+, de Kyan Khojandi et Bruno Muschio : Sarah, « cette fille »

### Doublage
- 2013 : Tomb Raider (jeu vidéo) : Lara Croft[8]
- 2015 : Rise of the Tomb Raider (jeu vidéo) : Lara Croft[9]

### Publicités
- 2009 : The Morning After - Coca-Cola Zéro, réalisé par Martin Werner
- 2009 : Teva.fr, réalisé par Save Ferris Productions
- 2011 : Puma Bodytrain, réalisé par Bjoern Rhuemann

## Théâtre
- 2012 : Le Procès de Patrick Bateman, écrit et mis en scène par Patrick Piard. Création dans le cadre du festival des Mises en capsule du théâtre Ciné 13.